# Sampa Crew
Sampa Crew é um grupo musical brasileiro de R&B contemporâneo, rap, charme e soul formado em 1987, pelo rapper, produtor e compositor J.C. Sampa, onde mais tarde se juntou aos cantores Ricardo Anthony, Júnior Vox, o DJ Alam Beat e os dançarinos Guru e Ed Carlos.
O grupo é conhecido pelo seu rap romântico e misturar os gêneros charme, funk melody, rap, samba-canção, pagode romântico e soul em suas músicas.

## História
O grupo Sampa Crew apareceu em 1988 na coletânea O Som das Ruas. Mudou o caráter engajado para algo mais romântico passando também por algumas formações.
O grupo assinou contrato com a gravadora Epic Records em 1993 depois de emplacar alguns sucessos. Em 1994, foi  lançado o álbum Sampa Crew, que teve como sucessos "Eterno Amor", "Se Me Lembro Faz Doer" e "Mesmo Assim" e no mesmo ano foi certificado ouro por mais de 100 mil cópias vendidas.
Nos álbuns seguintes o grupo teve mais sucessos como "Me De Uma Chance", "Alma Metade", "Coração te Acalma" e "Preciso te Esquecer". A gravadora Epic propôs ao grupo que mudasse o estilo rap nas músicas para o apenas cantado. O grupo não aceitou e lançou seu próprio selo, a Big Posse.
No ano de 2000, o grupo lançou seu primeiro álbum independente intitulado, Sampa Crew ou Eu Nasci Para te Amar, e voltou a mídia brasileira fazendo sucesso nas rádios brasileiras, principalmente em São Paulo onde o grupo faz mais apresentações.
O mesmo sucesso se repetiu em 2002 com o álbum A Noite Cai e em 2004 com Baladas & Romances. No ano de 2006, o grupo foi indicado  ao Prêmio TIM de Música na categoria Melhor Grupo de Canção Popular, mas acabou perdendo para A Cor do Som.
Em 2007, lançaram de forma totalmente independente o DVD, 21 Anos de Baladas.
No final de 2008, o cantor Valtinho Jota recebeu um convite inesperado para integrar o grupo, onde fez parte por dois anos, e em 2010 deixou o grupo e seguiu carreira solo. No mesmo ano, a cantora Dani Voguel (falecida em 2013) tornou-se a nova integrante do grupo Sampa Crew, sendo a primeira mulher a fazer parte do grupo ao longo dos 25 anos de carreira. Dani ficou no grupo entre 2004 e 2012, quando deixou o grupo para se dedicar à carreira gospel.
Em 2011, lançaram o CD De Corpo e Alma.
Em 11 de outubro de 2016, a banda gravou em Salvador o DVD comemorativo pelos seus 30 anos de carreira.

### Acidente
Em 18 de agosto de 2019, por volta das 3h30 quando voltavam de um show na cidade de Monte Mor, um carro na contramão bateu na van do grupo, no km 28 da rodovia dos Bandeirantes, em Caieiras. O acidente resultou em 1 morto (motorista do carro) e 10 feridos (motorista da van, integrantes da banda e equipe de produção, além da esposa do cantor JC Sampa e uma fã convidada).

## Discografia

### Álbuns de estúdio
- (1988) O Som das Ruas - Colêtania
- (1990) Ritmo Amor e Poesia
- (1991) Festa
- (1992) Super Remixes
- (1994) Sampa Crew
- (1995) Verdadeira Paixão
- (1996) Soul Brasil
- (1997) Aroma
- (2000) Sampa Crew
- (2001) Eternos Sucessos
- (2002) A Noite Cai
- (2004) Baladas & Romances
- (2007) 21 Anos de Balada
- (2009) Combinação Perfeita
- (2011) Pra Sempre
- (2011) De Corpo & Alma
- (2012) Eternos Sucessos Vol.1
- (2012) Eternos Sucessos Vol.2
- (2013) Sem Medo de Amar
- (2016) Soul Brasil 2
- (2018) Todo Coração Tem Jeito
- (2021) Canções de Amor

### DVDs
- (2007) 21 Anos de Balada
- (2011) De Corpo & Alma
- (2012) Sampa Crew 25 Anos
- (2017) Sampa Crew 30 Anos - Uma Noite Pra Sempre